# Alkoholförbud

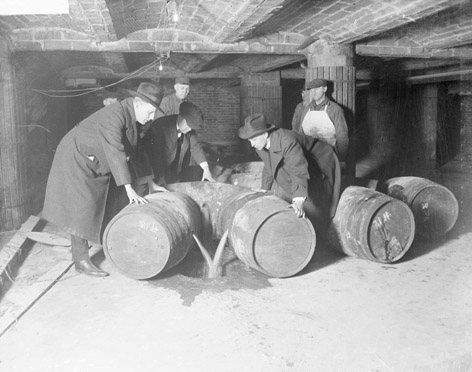
Amerikanska tjänstemän häller ut förbjuden dryck i avloppet

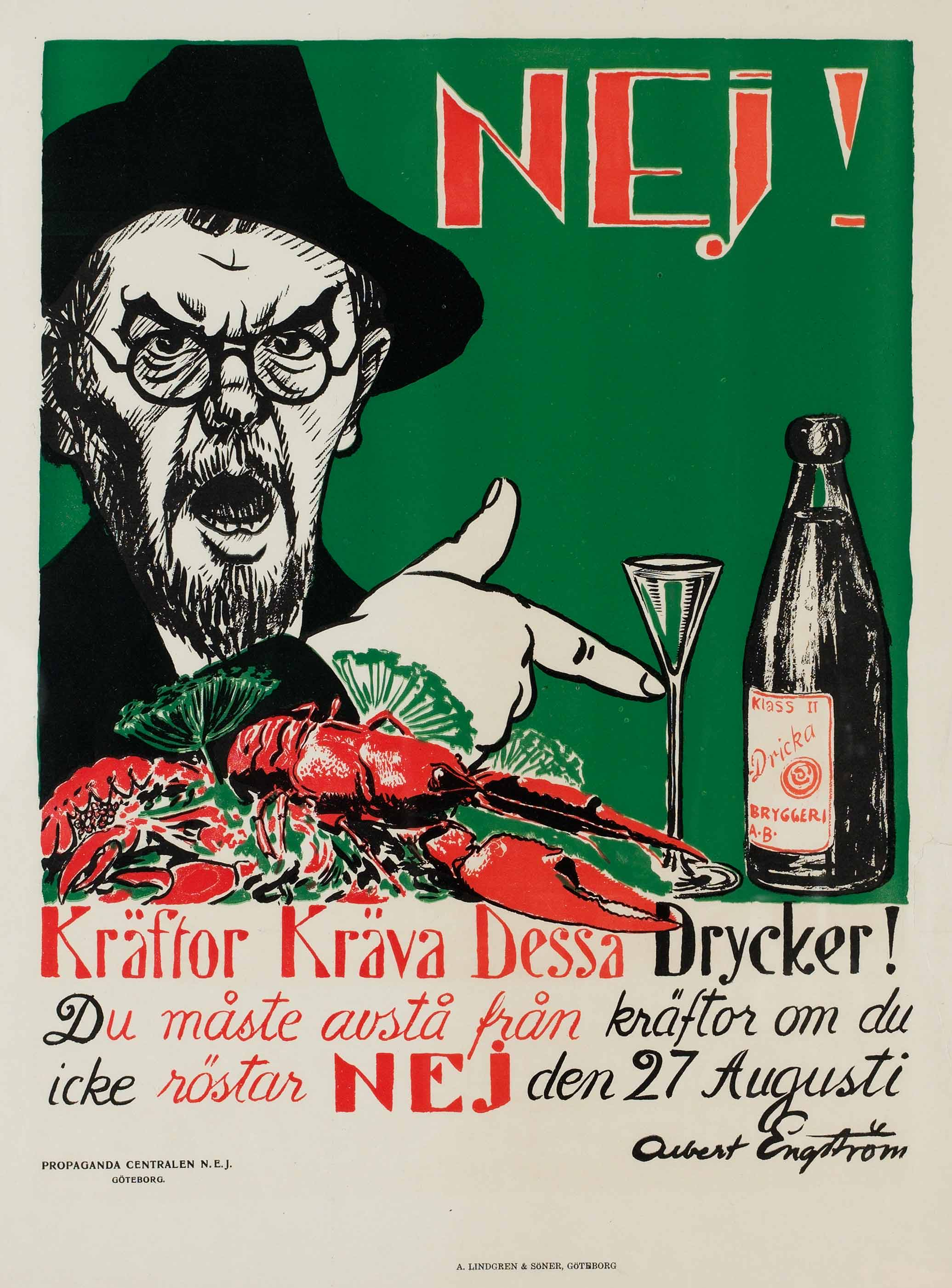
Rusdrycksomröstningen i Sverige 1922 fällde förslaget om alkoholförbud.

Alkoholförbud eller rusdrycksförbud är förbud mot att tillverka, förvara, transportera, skänka ut, skaffa sig eller förtära alkoholdrycker. Alkohol har framför allt varit förbjudet i det så kallade brännvinsbältet och i muslimska länder.
Alkoholförbud har i varierande grad gällt i bland andra följande länder:
- ?–1880 i Bayern, bland annat vid Oktoberfestens början 1810 [ifrågasatt uppgift]
- 1920–1933 i USA – se Förbudstiden i USA
- 1914–1925 i Ryssland och Sovjetunionen, i viss mån också:
  - 1985–1987 i Sovjetunionen under Michail Gorbatjov, med blygsam framgång
- 1915–1922 på Island (sprit var förbjudet till 1935, då märket Brennivín började säljas, och starköl var förbjudet ända till 1989, vilket kringgicks genom att blanda lättöl och sprit)
- 1916–1927 i Norge (från 1917 till 1923 även starkvin och öl, hela tiden undantaget vin) – Se Brännvinsförbudet i Norge
- 1919–1932 i Finland – se Förbudslagen i Finland
- 1901–1948 på Prince Edward Island, och kortare perioder på en del övriga orter i Kanada[1]

Folkomröstningen om rusdrycksförbud i Sverige 1922 fällde förslaget om förbud. De ovan uppräknade länderna frångick också ett efter ett totalförbudet, då även alkoholmotståndarna var tvungna att inse att det visade sig snarast vara kontraproduktivt.[källa behövs]
På 2000-talet har vissa muslimska länder, såsom Saudiarabien, Kuwait, Qatar, Sudan, och Libyen förbudslag av religiösa skäl (Koranen 5:91 och 2:219), och vissa andra såsom Afghanistan, Förenade Arabemiraten och Iran förbjuder alkohol utom för medborgare från icke-muslimska länder. Mindre strikta muslimska länder såsom Egypten, Libanon, Jordanien och Turkiet tillåter alkohol.[källa behövs]
Till exempel Australien och USA upprätthåller partiellt alkoholförbud i vissa områden där ursprungsbefolkningen upplever stora problem med berusningsmedel.[källa behövs]
Dessutom finns lokala alkoholförbud, som gäller vissa platser och evenemang.